# Battaglia di Scannagallo
La battaglia di Scannagallo (conosciuta nella storia anche come battaglia di Marciano) fu combattuta il 2 agosto 1554 tra l'esercito franco-senese, al comando di Piero Strozzi, contro l'esercito ispano-mediceo assoldato dall'imperatore Carlo V, affidato a Cosimo I de' Medici e comandato dal capitano di ventura Gian Giacomo Medici, marchese di Marignano. La battaglia si svolse in Val di Chiana, nelle colline adiacenti al fosso di Scannagallo e l'esito sfavorevole ai senesi segnò il punto di svolta nella Guerra di Siena ed un colpo fatale per la Repubblica di Siena, costretta ad arrendersi definitivamente al nemico cinque anni dopo.

## Contesto

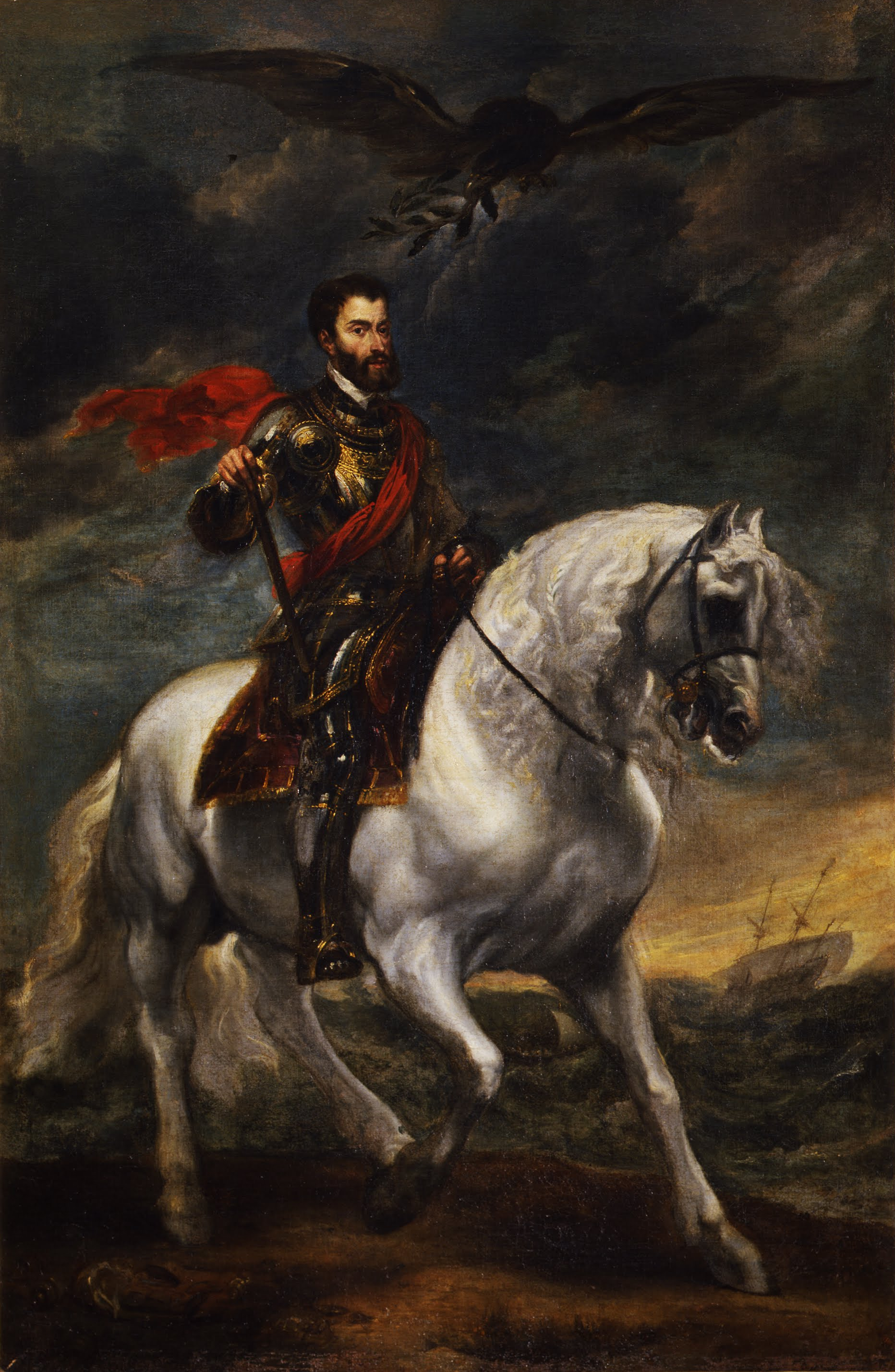
Carlo V dipinto da Anthony van Dyck

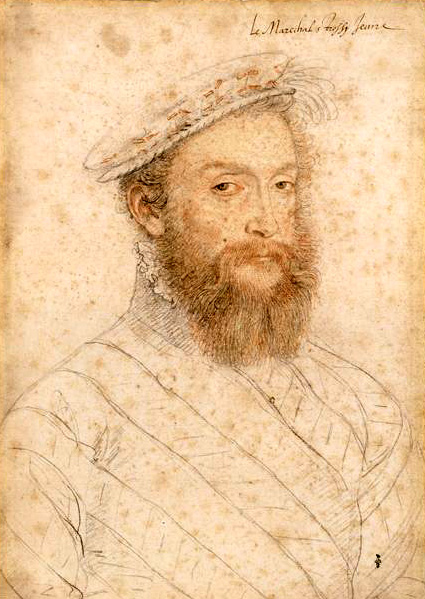
Piero Strozzi

Nel quadro delle Guerre d'Italia per la supremazia sulla penisola tra Regno di Francia ed Impero spagnolo, protrattesi per decenni, negli anni quaranta del Cinquecento l'attenzione si spostò sulla Toscana. Carlo V tese ad instaurare un protettorato sulla Repubblica di Siena (1540), indebolita per il mancato consolidamento della Signoria dei Petrucci e la ricaduta in lotte tra fazioni politiche. Vennero inviate guarnigioni militari e realizzate misure repressive nei confronti dei senesi (1548), che vennero mal digerite, fino alla costruzione di una Cittadella fortificata che portò all'esplodere della situazione. Il 26 luglio 1552 popolazione senese insorse contro gli occupanti, attivando un patto militare segreto siglato con i francesi. Un esercito congiunto franco-senese entrò quindi nella capitale della Repubblica cacciando gli spagnoli. La reazione imperiale non tardò, manifestandosi prima (1553) nell'invasione di García Álvarez de Toledo y Osorio, Viceré di Sicilia, poi nell'affidamento della conduzione della guerra a Cosimo, Duca di Firenze. Nel 1554 l'esercito imperiale era pronto ad una nuova offensiva: mentre il capo delle operazioni, Gian Giacomo Medici, assediava Siena, una colonna invadeva la Maremma ed una terza metteva a ferro e fuoco la Val di Chiana dirigendosi in Val d'Orcia.
La situazione si fece subito difficile per i senesi, colpiti dalla maggiore potenza mondiale del tempo e solo relativamente aiutati dai francesi. La disperata resistenza nella difesa della libertà rese lungo e difficile l'assedio portato dal Marignano sotto le mura della città. Piero Strozzi, dopo aver organizzato il suo esercito, valutò quindi l'opportunità di un'audace sortita capace di alleggerire l'assedio. La strategia di Piero mirava a consentire il rifornimento di viveri alla città affamata, guadagnare tempo in attesa dei rinforzi francesi, promessi e mai arrivati, e di ritardare lo scontro finale in un territorio più favorevole. Mentre l'esercito imperiale incassò, il Venerdì Santo, una gravissima sconfitta nella Battaglia di Chiusi, nel giugno del 1554 lo Strozzi uscì da Siena per tentare di congiungersi con il fratello Leone e rinforzi francesi, compiendo una campagna di razzie in Val di Nievole e Val d'Arno. Rientrato in Siena, il 17 luglio 1554, dopo aver lasciato il presidio di guardia al comandante francese Biagio di Monluc, uscì di nuovo con il grosso dell'esercito, dirigendosi in Val di Chiana per riconquistare le roccaforti cadute e rinforzate dai Medici con notevole profusione di mezzi finanziari, con mura di cinta, bastioni, fossati e contrafforti laterali, per resistere con efficacia agli attacchi delle nuove artiglierie e sorvegliate da guarnigioni poco numerose ma ben armate. All'interno delle rocche vennero rifornite le canove con scorte di grano e vettovaglie necessarie all'approvvigionamento dell'esercito e degli abitanti.
Il 19 luglio l'esercito dello Strozzi, giunto all'imbocco della Val di Chiana, conseguì i primi successi con la riconquista dei castelli di Lucignano e di Marciano della Chiana; quest'ultimo cedutogli senza opporre resistenza dal capitano Lattanzio Pichi. Lasciato Marciano, lo Strozzi si diresse alla volta di Arezzo e, pervenuto sotto le mura, invertì la marcia facendo terra bruciata nei borghi di Civitella in Val di Chiana, Oliveto e Monte San Savino. Il 27 luglio, l'esercito di Piero circondò il castello di Foiano: le mura del castello vennero colpite dall'artiglieria con 140 colpi di cannone e gli assedianti, penetrati all'interno del castello attraverso la breccia apertasi nella cinta muraria, sopraffecero facilmente la guarnigione posta alla sua difesa uccidendo il capitano Carlotto Orsini.

## Schieramenti

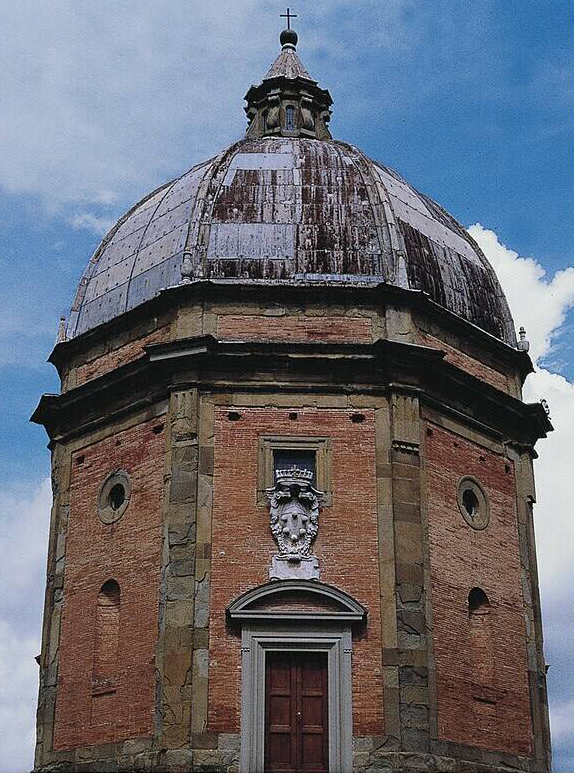
Tempio di Santo Stefano della Vittoria, a Pozzo della Chiana, provincia di Arezzo.

Gli eserciti avversari che stavano per affrontarsi furono schierati secondo la strategia consigliata dal Machiavelli: "milizie miste", arruolate con un numero preponderante di soldati locali, unite dal carisma del proprio comandante, animati da ideali patriottici e religiosi, insieme a mercenari stranieri professionisti della guerra. Era questa la formazione tipica, già adottata nelle precedenti battaglie campali e preferita da quei principi che secondo il Machiavelli: «...possono per abundantia di uomini e denari mettere insieme un esercito iusto a fare una giornata con qualunque li viene ad assaltare.»
L'esercito senese era piuttosto eterogeneo e comprendeva, oltre ai francesi anche soldataglie corse e turche ed in generale truppe mercenarie, male organizzate e di scarsa disciplina, soprattutto perché la repubblica senese, in difficoltà economiche non pagava regolarmente il soldo. Piero Strozzi disponeva, comunque di un esercito di 14000 fanti e 1000 cavalieri, ma già durante lo schieramento dovette preoccuparsi per le difficoltà incontrate nell'approvvigionamento dell'acqua, elemento fondamentale nelle battaglie campali.
I Fiorentini, avevano forze pressoché equivalenti ma erano dotati di maggior artiglieria e di maggior compattezza schierando oltre alle truppe di Cosimo, l'esercito imperiale con spagnoli e tedeschi. Gli schieramenti nemici si disposero sulle alture ai lati di una valletta attraversata dal torrente Scannagallo in secca: i poggi di Marciano da una parte e di Pozzo dall'altra. I comandi degli schieramenti sono posti in posizione elevata, mentre più in basso sono schierate le fanterie.

## La battaglia
All'alba del 2 agosto 1554, le difficoltà incontrate dall'esercito franco-senese convinsero lo Strozzi ad arretrare lo schieramento nelle colline più elevate, fiducioso che l'audace manovra intrapresa a viso aperto avrebbe convinto l'avversario a rinviare l'attacco. Il Marignano invece, valutando un grave errore la ritirata dell'avversario ordinò di aprire il fuoco contemporaneo degli archibugieri sulle retrovie strozzesche.
L'obbiettivo del Marignano era quello di dare tempo alla propria cavalleria per l'abbeveramento nella Chiana prima di attaccare il nemico. Non appena si rese conto del disastro commesso, lo Strozzi invertì la marcia e con una rapida manovra ordinò alla fanteria dei picchieri di portarsi nella discesa del crinale per attaccare frontalmente la fanteria del Marignano che superato il fosso di Scannagallo andava schierandosi frettolosamente sulla riva opposta.
Dopo un travolgente attacco iniziale i Francesi si trovarono respinti oltre il fosso in posizione sfavorevole; la battaglia continuò estenuante, per molte ore. La ritirata della cavalleria franco-senese scompaginò la strategia bellica e condizionò l'esito dello scontro. Il tentativo di sganciamento avvenne su terreno difficile, sui declivi di Foiano. Il temuto reparto della cavalleria francese comandata da Ludovico II Pico della Mirandola venne attaccato dal poderoso esercito imperiale guidato dal conte Sforza Sforza di Santa Fiora. Per l'esercito di Piero Strozzi sopraffatto dal nemico fu l'inizio della disastrosa "rotta di Scannagallo".
Migliaia furono i morti, feriti e prigionieri da parte senese e pochissimi dall'altra. La storiografia quantifica le perdite senesi in più di 4000 morti (tra i quali il signor di Forquelvaux aiutante in campo dello Strozzi); 103 le bandiere di color verde inviate da Enrico II conquistate dall'esercito fiorentino; le perdite avversarie contenute nel numero di 400 morti. Secondo alcuni a favorire la vittoria fiorentina contribuì anche il tradimento prezzolato di un ufficiale francese. Piero Strozzi, disarcionato da cavallo e ferito al fianco da un colpo d'archibugio, riuscì a rifugiarsi a Lucignano.
Durante la ritirata l'esercito senese in rotta venne affidato da Piero al capitano Clemente della Cervara ed al bolognese Cornelio Bentivoglio. La battaglia perduta concluse l'assedio di Siena che si arrese definitivamente al nemico il 17 aprile 1555, mentre il duca Cosimo riuscì ad affermare il proprio potere su tutta la Toscana. Lo Strozzi ed il Bentivoglio continuarono la resistenza in Montalcino, ospitando gli esuli senesi, nella Repubblica di Siena riparata in Montalcino, fino al trattati di  Cateau cambresis nel 1559.

## Celebrazioni

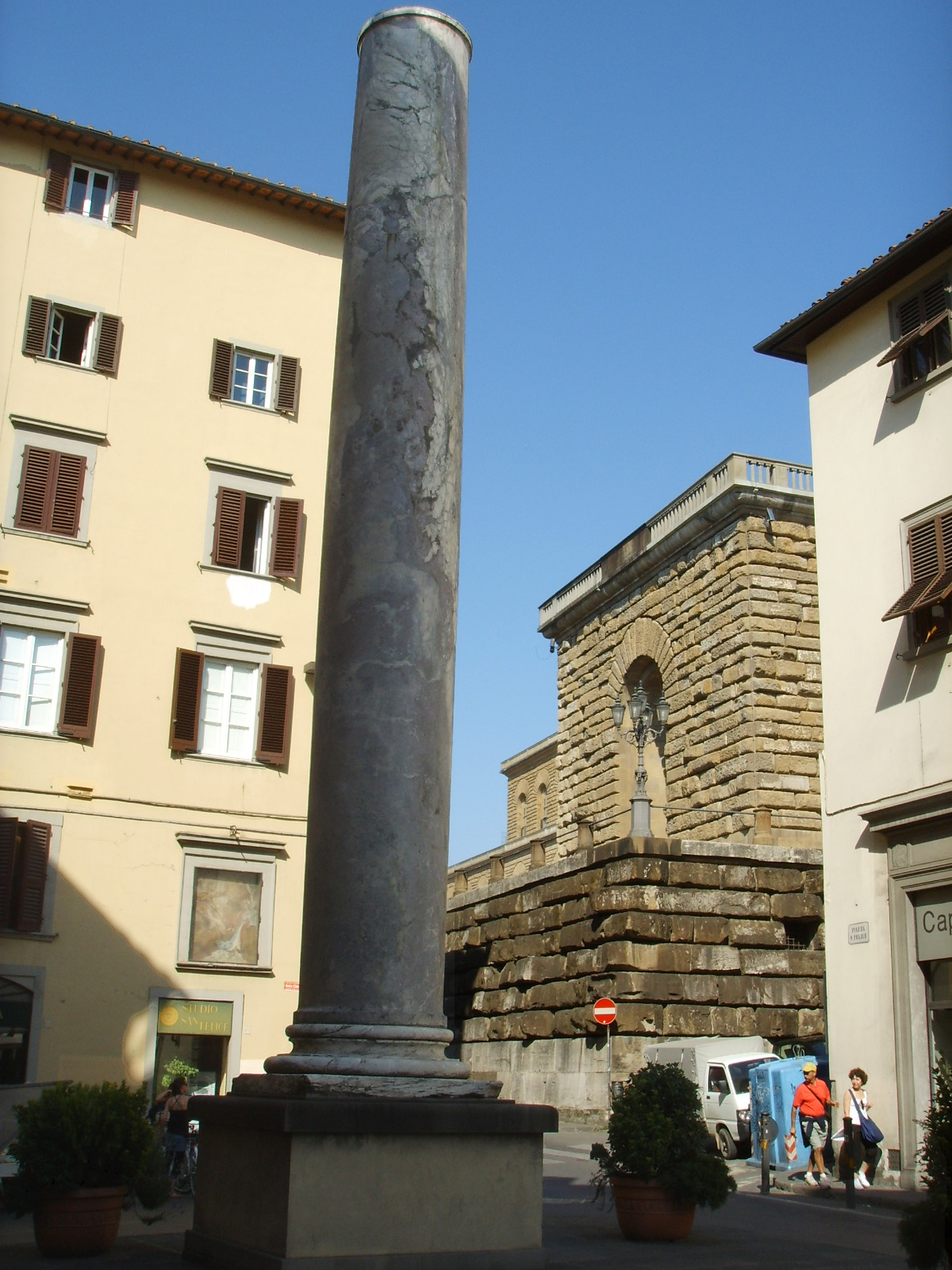
Colonna celebrativa in Piazza San Felice, Firenze

Allorché giunse in Firenze, accompagnata dal suono delle campane, la notizia della battaglia perduta dai senesi, il popolo fiorentino esultò di grande gioia. Da Palazzo Vecchio, il duca Cosimo lanciando monete sulla folla proclamò tre giorni di festeggiamenti, accompagnati da sventolii di bandiere conquistate, applausi, musiche e ritornelli cantati dal popolo:
Piero Strozzi in una buca»
Sulla piazza fu fatto erigere un palco dove vennero decapitati molti prigionieri presi nella battaglia. L'evento fu degnamente celebrato negli anni seguenti con grandi commesse artistiche:
- un grande affresco di Giorgio Vasari, nel Salone dei Cinquecento, celebra la battaglia al centro del complesso ciclo celebrativo di Cosimo;
- due colonne celebrative in piazza Santa Trinita e in piazza San Felice, a Firenze;
- una cappella ottagona dedicata a Santo Stefano della Vittoria, costruita nel luogo della battaglia, e conosciuta popolarmente come Santa Vittoria, la cui festa ricorreva il 2 agosto, giorno casualmente coincidente con le più importanti vittorie della casa medicea: Gavinana, Montemurlo e Scannagallo.

## Rievocazione
Annualmente in Pozzo della Chiana la locale Associazione Culturale Scannagallo anche avvalendosi della collaborazione di numerose compagnie storiche italiane, rievoca le vicende dell'estate del 1554. La manifestazione è solitamente articolate in tre giornate con eventi  che coinvolgono oltre il paese anche il vicino centro abitato di Marciano della Chiana.